# ياعيل دايان
ياعيل دايان (بالعبرية: יעל דיין) هي كاتبة وسياسية إسرائيلية. ولدت في 12 شباط عام 1939. هي عضو سابق في البرلمان الإسرائيلي (الكنيست) بين الأعوام 1992 وحتى 2003. شغلت منصب نائب رئيس بلدية تل أبيب بين الأعوام 2008 وحتى عام  2013. انتهت خدمتها في بلدية تل أبيب في العام 2013. هي ابنة الجنرال موشيه دايان وشقيقة المخرج والممثل الإسرائيلي عاصي دايان.

## السيرة الذاتية
ولدت دايان خلال عهد الانتداب شمالي نحلال في منطقة العفولة، والدها الجنرال موشيه دايان وهي حفيدة شموئيل دايان.
بعد خدمتها في الجيش الإسرائيلي في وحدة الناطق باسم الجيش الإسرائيلي، درست العلاقات الدولية في الجامعة العبرية في القدس ودرست بعدها علم الأحياء في الجامعة المفتوحة في إسرائيل.
بين عامي 1959 و1967، دايان كانت على علاقة مع مايكل كاكويانس وعاشا في اليونان. تزوجت دوف سيون فيما بعد ورزقت منه بطفلين.

## حياتها المهنية
في بداية طريقها المهنية، عملت دايان في حقل الصحافة وكانت لها زوايا خاصة في صحف شعبية مثل صحيفة يديعوت أحرونوت، معاريف، هامشمار وصحيفة دافار.
نشرت دايان خمس روايات وكذلك مذكرة حول حرب الأيام الستة بعنوان «جورنال إسرائيل: حزيران 1967»، كما كتبت سيرة ذاتية حول والدها بعنوان: «والدي وابنته».

## نشاطها السياسي

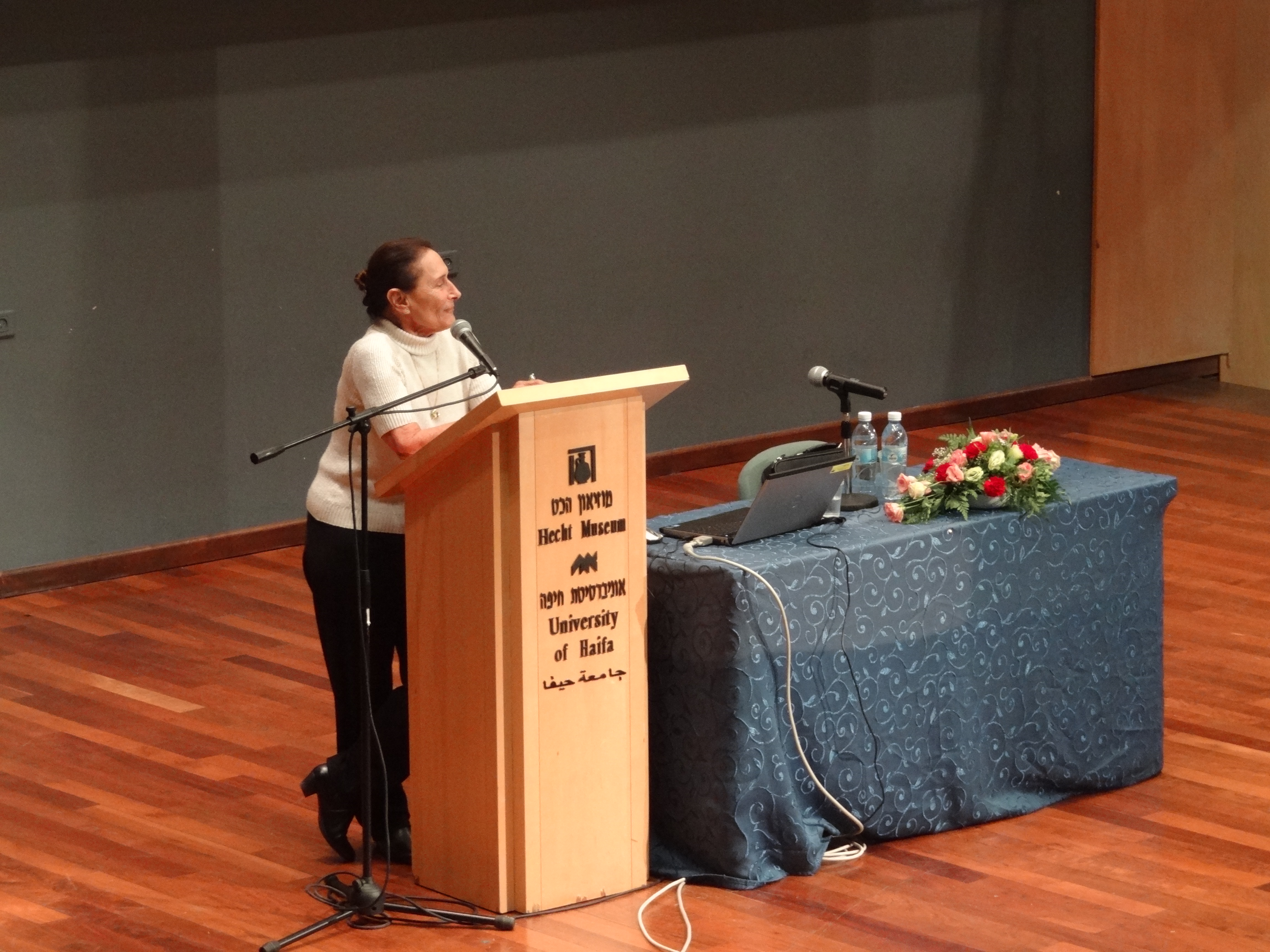
ياعيل دايان تلقي محاضرة في برنامج دراسات المرأة والجندر في جامعة حيفا

أصبحت دايان من دعاة السلام البارزين بعد انضمامها إلى قيادة حركة «سلام الآن» كما أنها شاركت في بات شالوم: المركز الدولي للسلام، إضافة إلى نشاطها في مجلس السلام والأمن من خلال إلقاء محاضرات حول العالم في مواضيع السلام، الأمن والأمان. شاركت وتصدرت النداءات والحركات المطالبة بتحصيل حقوق الإنسان وحقوق المرآة وحقوق مغايري الجنس.
في عام 1992، انتُخبت دايان لتكون عضوًا في الكنيست ضمن قائمة حزب العمال وشغلت منصب رئيسة لجنة مكانة المرأة. وضعت قانون التحرش الجنسي في صدارة أولوياتها التشريعية.
أُعيد انتخابها في العامين 1996 و 1999 (عضو في تحالف إسرائيل واحدة، عن حزب العمال، وميماد وغيشر). ترأست دايان لجنة مكانة المرأة للمرة الثانية في العام 1999.
خسرت دايان مقعدها في الكنيست في انتخابات 2003، ثم التحقت بحزب ميرتس مع يوسي بيلين. ترأست قائمة ميرتس في انتخابات بلدية تل أبيب عام 2004 بفوز الحزب ب 5 مقاعد من 31 مقعدا في المجلس والانضمام لائتلاف رون خولداي. حتى عام 2008 شغلت منصب نائب رئيس البلدية حتى عام 2013 كانت المسؤولة عن الخدمات الاجتماعية. اختار رئيس بلدية تل أبيب خولداي الامتناع عن إدراج دايان في قائمة المرشحين لعام 2013 حاسمًا بذلك حياتها المهنية في السياسة.

## روابط خارجية
- ياعيل دايان على موقع مونزينجر (الألمانية)